# Processo Eichmann

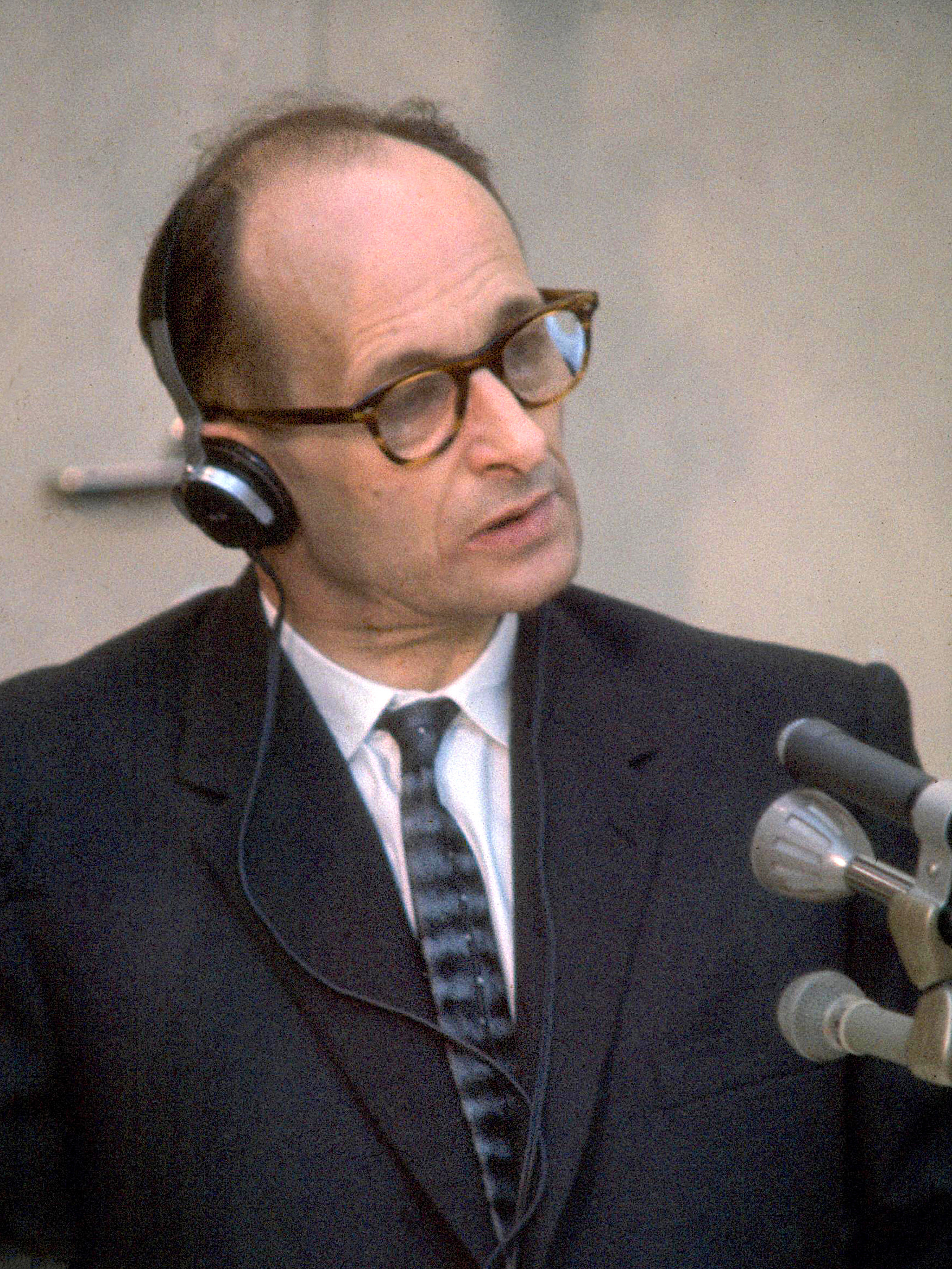
Adolf Eichmann durante il processo a Gerusalemme (maggio 1961).

Il processo Eichmann fu celebrato davanti al tribunale distrettuale di Gerusalemme tra l'11 aprile e il 15 dicembre 1961. L'imputato, l'ex SS-Obersturmbannführer tedesco Adolf Eichmann, fu ritenuto responsabile dell'omicidio di milioni di ebrei e condannato a morte per impiccagione.
Il processo attrasse una grande attenzione internazionale ed è ancora oggetto di controversie. Al suo riguardo è famosa la definizione di Hannah Arendt di banalità del male, usata nel libro omonimo ed entrata nel linguaggio comune.

## Contesto storico
Come membro:
- del NSDAP e delle SS dal 1932;

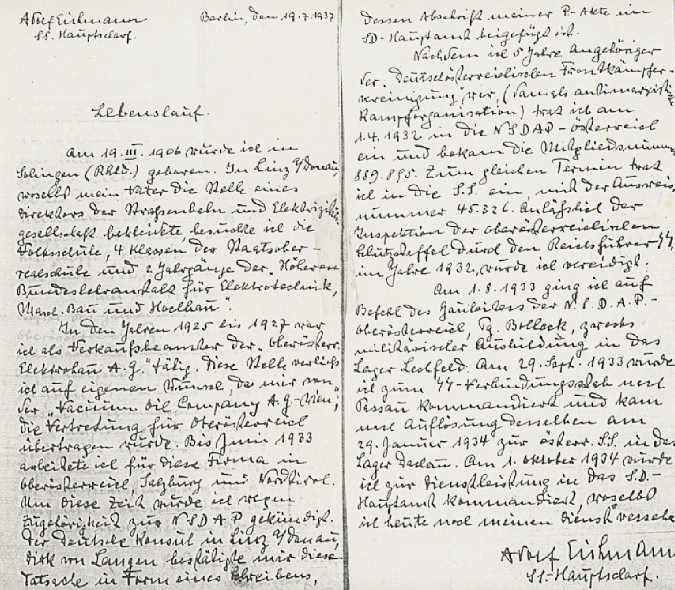
Curriculum vitae manoscritto (luglio 1937).

- del Sicherheitsdienst (SD) dal 1934;
- come capo degli uffici centrali per l'emigrazione ebraica a Vienna e Praga nel 1938 e nel 1939;
- come capo dell'Ufficio centrale del Reich per l'emigrazione ebraica a Berlino;
- come capo del dipartimento per gli "Affari ebraici" presso la Direzione generale per la Sicurezza del Reich (Eichmannreferat) (Amt IV B 4) dal 1940 in poi;

Adolf Eichmann fu a conoscenza durante tutta la durata del Terzo Reich delle politiche di arianizzazione, di "emigrazione forzata" ed espulsione degli ebrei (ad esempio il Piano Madagascar), delle deportazioni e degli omicidi nei campi di concentramento e di sterminio, e che tale attuazione avevano interessato tutta l'Europa occupata dai nazisti.
Insieme ai suoi superiori Heinrich Himmler, Reinhard Heydrich, Ernst Kaltenbrunner e Heinrich Müller, nonché con gli altri responsabili, Hans Frank, Odilo Globocnik e Rudolf Höß, è considerato una delle figure chiave della "soluzione finale della questione ebraica", realtà che si è concretizzata nel processo di Norimberga contro i principali criminali di guerra, al tempo stesso la sua figura non era stata trattata nella sua attività sistematica e di pianificazione ma solo come una carica tra le tante altre.
Lo stesso Eichmann visitò il Governatorato Generale, le aree occupate della Polonia, il ghetto di Varsavia e vari altri campi, compreso Auschwitz, dove ebbe modo di vedere le camere a gas esistenti. Nei viaggi di lavoro nelle aree occupate dalla Wehrmacht, Eichmann organizzò i trasporti da effettuare verso i campi di sterminio. Inoltre, nel gennaio del 1942 partecipò alla conferenza di Wannsee come segretario verbalizzante dove venne discussa l'attuazione della "soluzione finale". Eichmann organizzò altre due conferenze a Berlino nel marzo e nell'ottobre 1942 dove furono particolareggiate le indicazioni prese a Wannsee. Il linguaggio dei suoi verbali, che in seguito servì come prova per l'accusa a Gerusalemme, è esemplare per il suo stile burocratico e banalizzante.

## Processo

### Arresto e accusa

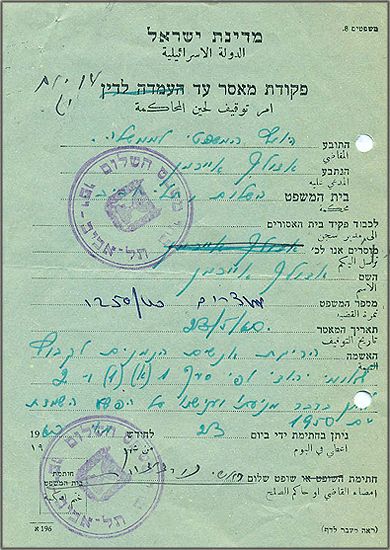
Mandato d'arresto del 23 maggio 1960.

Dopo la fine della seconda guerra mondiale, Eichmann riuscì a fuggire in Argentina lungo la cosiddetta ratline, dove visse con documenti falsi sotto i nomi di Otto Henninger e Ricardo Clement. L'11 maggio 1960, fu arrestato a Buenos Aires da agenti israeliani del Mossad e, poiché l'accordo di estradizione tra Israele e Argentina non era ancora stato ratificato e si temeva la fuga di Eichmann, fu portato in Israele il 22 maggio 1960. Il 23 maggio 1960, il giudice distrettuale di Haifa emise il mandato di cattura contro Eichmann. Avner Werner Less fu incaricato di seguire gli interrogatori.
Il rapimento di Eichmann portò alla valutazione degli intrighi diplomatici: nella risoluzione 138 del 23 giugno 1960, il Consiglio di sicurezza delle Nazioni Unite condannò le azioni di Israele come violazione della sovranità dell'Argentina e ne chiese la riparazione, ma nel contempo riconobbe l'incriminazione di Eichmann in linea di principio per i crimini di cui era accusato. L'allora ministro degli Esteri israeliano Golda Meir giustificò l'eccezionalità della violazione del diritto internazionale con i crimini storicamente senza precedenti di Eichmann e lo speciale interesse per l'azione penale. Il 3 agosto 1960, Argentina e Israele dichiararono all'unanimità la questione risolta.
Il governo tedesco non era interessato a estradare Eichmann alla magistratura tedesca. La richiesta del pubblico ministero dell'Assia Fritz Bauer non ha avuto esito, tanto quanto la richiesta dello stesso Eichmann: ufficiosamente, un gruppo di lavoro interministeriale ha concordato con il governo israeliano gli interessi di entrambe le parti per quanto riguarda l'incriminazione e lo svolgimento del caso. Il 1º febbraio 1961, all'imputato, dell'età di 54 anni, fu inviato l'atto di accusa, mentre alla difesa furono consegnate le copie del verbale dell'interrogatorio della polizia, oltre 3.000 pagine per un totale di 1.600 documenti: la maggior parte erano i fascicoli sequestrati all'allora Ministero degli Esteri alla fine della seconda guerra mondiale, e che erano già stati utilizzati dall'accusa nel processo di Norimberga contro i principali criminali di guerra.
Il 12 febbraio 1961, la difesa si astenne dal condurre ulteriori procedimenti preliminari, così che l'Ufficio del Procuratore Generale sotto Gideon Hausner accusò Adolf Eichmann presso la Corte Distrettuale di Gerusalemme il 21 febbraio 1961 (Attorney-General of the Government of Israel v. Eichmann, Criminal Appeal n. 40/61). Nel corso dell'istruttoria, diversi soggetti danneggiati hanno chiesto di essere ammessi a costituirsi come parte civile per avanzare delle pretese risarcitorie. Dopo che sono sorte preoccupazioni circa la loro ammissione, le parti lese hanno presentato richieste di risarcimento nei tribunali civili di Haifa e Gerusalemme, ma i tribunali le hanno respinte in contumacia per mancanza di motivi sufficienti per la richiesta.

### Base giuridica del processo
L'accusa e la condanna di Eichmann si basavano sulla legge sulla punizione dei nazisti e degli aiutanti dei nazisti introdotta dal ministro della Giustizia Pinchas Rosen, approvata dalla Knesset il 1º agosto 1950 e pubblicata il 9 agosto 1950, basata a sua volta sullo Statuto di Londra del 1945, che rese possibile lo svolgimento dei processi di Norimberga. Inoltre, faceva riferimento al codice penale israeliano, il "Criminal Code Ordinance" (CCO) del 1936.
Già all'inizio del processo, ma anche in appello, il difensore di Eichmann ha sollevato eccezioni che hanno ostacolato il processo. La legge del 1950 non poteva, a causa di una violazione del diritto penale contro la retroattività, conferire a un tribunale israeliano la giurisdizione per condannare i reati commessi prima della costituzione di Israele e al di fuori del suo territorio. Gli atti di accusa contro Eichmann furono anche "atti di stato", vale a dire atti sovrani del Reich tedesco non soggetti alla giurisdizione di uno stato straniero secondo il diritto internazionale e per i quali Eichmann non può essere perseguito personalmente in un tribunale straniero. L'avvocato difensore si lamentò che il governo israeliano avesse rapito Eichmann in Israele senza il consenso dell'Argentina e dubitava che i giudici ebrei potessero mostrargli la necessaria imparzialità. La corte respinse queste obiezioni in entrambi i casi e invocò il cosiddetto principio del diritto universale: in base a ciò, le gravi violazioni dei diritti umani come il genocidio possono essere punite anche da un tribunale al di fuori dell'ambito geografico effettivo del reato, come in questo caso lo Stato di Israele.
Dopo che gli Alleati hanno condotto i processi di Norimberga su questa base, ora toccava a Israele condurre il processo contro uno dei principali criminali del nazionalsocialismo. Un divieto generale di retroattività non è riconosciuto dal diritto internazionale. I crimini contestati ad Eichmann consistevano in una violazione così grave dei principi universali dell'umanità che non avrebbe potuto presumere che sarebbero stati impuniti. Allo stesso modo, i crimini contro l'umanità, in quanto presunti atti di sovranità, non possono rivendicare la protezione della sovranità statale e quindi l'impunità stessa.
Il fatto che Eichmann fosse stato trasportato dall'Argentina in Israele senza la sua volontà non costituì un ostacolo all'azione penale. Secondo il parere legale allora applicabile, un imputato non poteva invocare il fatto di essere stato rapito da un paese in cui aveva risieduto verso un altro paese che voleva perseguirlo come violazione del proprio diritto soggettivo. Piuttosto, questa azione è stata ritenuta esclusivamente come una violazione della sovranità del paese in cui si trovava l'uomo arrestato. Solo quest'ultimo poteva intervenire nel paese in cui l'arrestato era stato rapito. E così aveva fatto l'Argentina appellandosi al Consiglio di Sicurezza delle Nazioni Unite e alla successiva composizione amichevole della controversia con Israele.
Il principio del diritto internazionale male captus bene detentus (colto ingiustamente, giustamente imprigionato) all'epoca era internazionalmente riconosciuto, ma ora è messo in discussione.

### Accuse

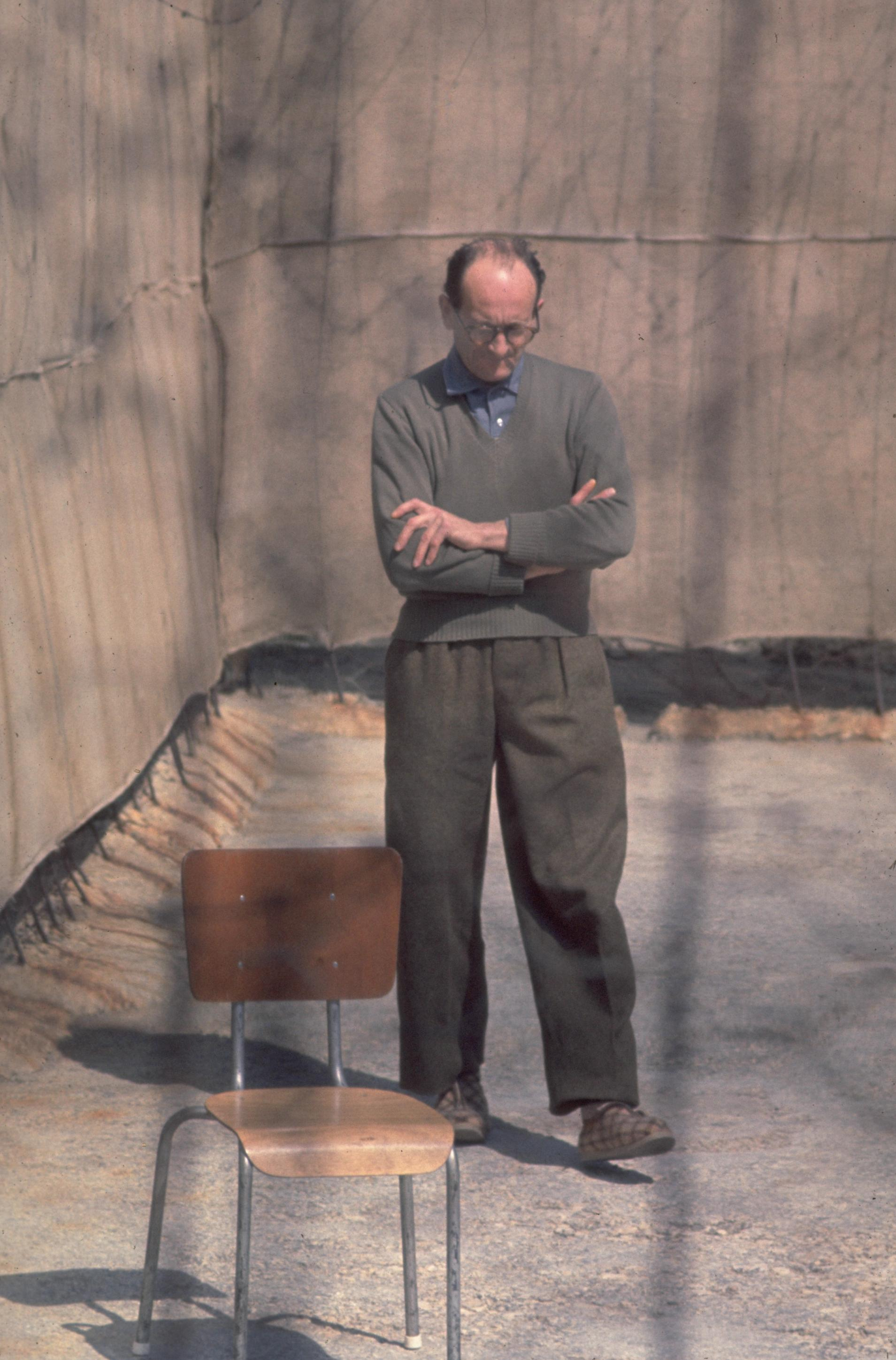
Eichmann nel cortile della prigione di Ramla nel 1961.

Dopo nove mesi di indagini, l'accusa composta da 15 punti contro Adolf Eichmann fu presentata al tribunale distrettuale competente di Gerusalemme. Il principale accusatore era il procuratore generale Gideon Hausner.
I 15 capi d'accusa possono essere suddivisi in 4 categorie:
Categoria 1 - Crimini contro il popolo ebraico:
1. - causando la morte di milioni di ebrei attraverso campi di sterminio, Einsatzgruppen, campi di lavoro, concentramento e deportazione di massa.
2. - creazione di condizioni di vita per milioni di ebrei per mezzo delle quali dovevano essere sterminati fisicamente.
3. - causare gravi danni fisici e mentali a milioni di ebrei in Europa.
4. - preparazione di misure per la sterilizzazione degli ebrei per prevenire le nascite di ebrei.

Categoria 2 - Crimini contro l'umanità:
1. - aver provocato l'omicidio, lo sterminio, la riduzione in schiavitù e la deportazione della popolazione ebraica.
2. - persecuzione di ebrei per motivi nazionali, razziali, religiosi e politici.
3. - eseguire il saccheggio degli ebrei attraverso misure disumane, tra cui rapina, coercizione, terrore e tortura.
4. - deportazione di mezzo milione di civili polacchi dai loro luoghi di residenza con l'intenzione di reinsediare i tedeschi al loro posto.
5. - deportazione di 14.000 membri della popolazione civile slovena dai loro luoghi di residenza con l'intenzione di reinsediare i tedeschi al loro posto.
6. - deportazione di decine di migliaia di rom, nonché del loro rastrellamento, trasporto e omicidio nei campi di sterminio.
7. - deportazione di circa 100 bambini civili dal villaggio di Lidice in Cecoslovacchia[8] e loro trasporto in Polonia a scopo di sterminio.

Categoria 3 - Crimini di guerra:
1. - maltrattamento, deportazione e omicidio di ebrei.

Categoria 4 - Appartenenza a un'organizzazione criminale:
1. - appartenenza alle SS.
2. - appartenenza al servizio di sicurezza SS del Reichsführer.
3. - appartenenza alla Gestapo.

### Difesa
L'avvocato di Colonia Robert Servatius, che aveva difeso diversi imputati nei processi di Norimberga, subentrò nella difesa dal giugno 1960 su richiesta dei parenti di Eichmann e con l'assistenza dell'Ufficio centrale di protezione giuridica del Ministero degli Esteri. Fu assistito dal giovane avvocato di Monaco Dieter Wechtenbruch. Al momento del processo, fu approvata una legge che consente agli avvocati stranieri di accedere a un tribunale israeliano, poiché in base al diritto procedurale solo un cittadino israeliano può rappresentare un imputato in un tribunale in Israele. Sebbene gli avvocati israeliani si siano offerti di difendere Eichmann nell'interesse dello stato di diritto, questa opzione è stata rifiutata per due motivi: da un lato, un avvocato difensore israeliano avrebbe corso il rischio di mettergli contro l'opinione pubblica israeliana, mentre d'altro canto, avrebbe alimentato il sospetto che la difesa in questo caso potesse non essere sufficientemente portata a termine.
Servatius ricevette un compenso di 20.000 dollari USA dal Ministero della Giustizia israeliano, più i compensi dalla famiglia Eichmann, e ricevette anche le entrate dalla pubblicazione della sua memoria nell'autunno del 1961.

### Processo e sentenza

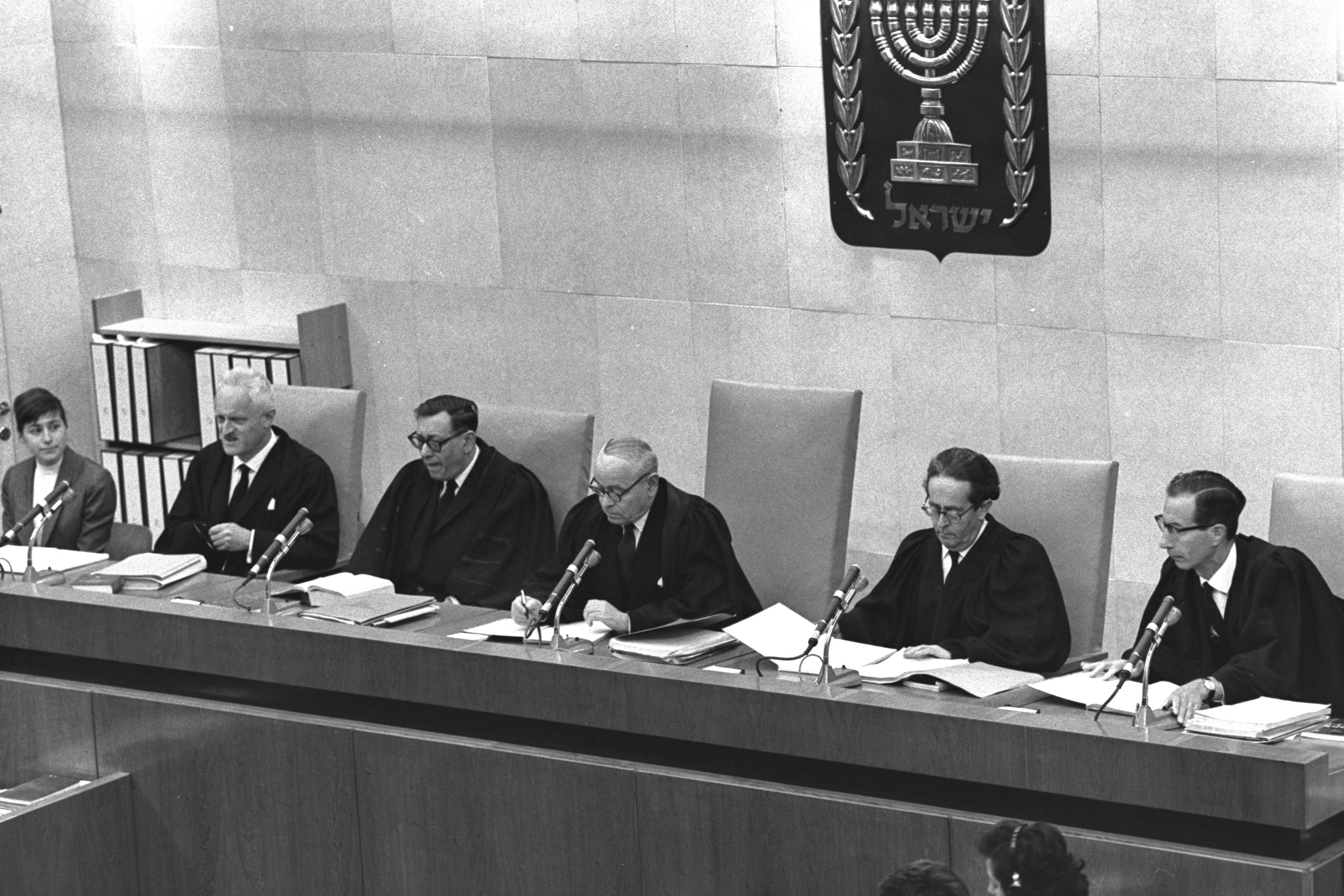
I giudici del tribunale distrettuale di Gerusalemme Benjamin Halevi, Moshe Landau e Yitzhak Raveh (da sinistra a destra).

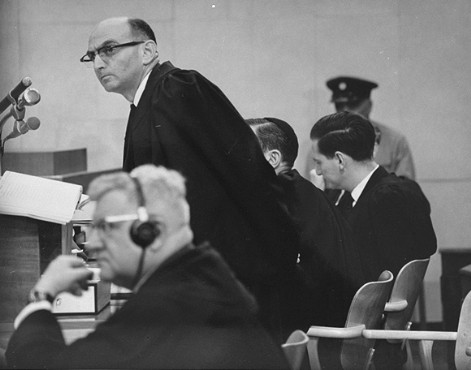
Il procuratore generale israeliano Gideon Hausner (in piedi, guardando Eichmann) e l'avvocato difensore tedesco Robert Servatius (in primo piano a sinistra) durante il controinterrogatorio.

Il procedimento principale nel processo contro Adolf Eichmann iniziò l'11 aprile 1961 nella Camera del Popolo. Il presidente era Moshe Landau, i giudici associati erano Benjamin Halevi e Yitzhak Raveh, non era presente la giuria. Per documentare il processo, la società di produzione americana Capital Cities Broadcasting Corporation ha ricevuto l'autorizzazione in esclusiva per le riprese in aula.
L'unico disegnatore autorizzato dalla corte fu Miron Sima, i cui disegni del processo acquisirono una fama di livello mondiale.
Le prove furono presentate da circa 100 testimoni, la maggior parte dei quali sopravvissuti all'Olocausto. Tra loro c'erano, ad esempio, il padre di Herschel Grynszpan, i rappresentanti dell'ex Associazione degli ebrei del Reich in Germania ed i membri della resistenza ebraica armata come il leader partigiano Abba Kovner o Jitzhak Zuckerman, che furono coinvolti nella rivolta del ghetto di Varsavia. Furono lette varie testimonianze di affidavit per la difesa, come quelle di Erich von dem Bach-Zelewski, Richard Baer, Kurt Becher, Theodor Horst Grell, Wilhelm Höttl, Walter Huppenkothen, Hans Jüttner, Herbert Kappler, Hermann Krumey, Max Merten, Franz Novak, Franz Alfred Six, Alfred Slawik, Eberhard von Thadden, Edmund Veesenmayer e Otto Winkelmann. Questi testimoni non sono comparsi di persona perché temevano di essere perseguiti in Israele come lo stesso Eichmann, è stato ascoltato anche l'esperto Gustave M. Gilbert.
Non fu chiamato come testimone il commentatore delle leggi razziali di Norimberga e capo della Cancelleria federale, Hans Globke, che nel 1963 portò al processo Globke davanti alla Corte Suprema della DDR. Né l'esilio di Eichmann in Argentina dopo il 1945, né la cooperazione tra i gruppi tedeschi e i nazisti o i gruppi SS e Gestapo, che ricoprivano ancora importanti incarichi nella Repubblica Federale di Germania, sono stati oggetto dell'assunzione delle prove.
Lo stesso Eichmann si è difeso più e più volte durante l'intero processo sulla base del fatto che aveva agito solo su ordine, secondo il cosiddetto Führerprinzip e quindi non era colpevole in senso giuridico. Inoltre, non è mai stato direttamente coinvolto nell'omicidio o nella deportazione di persone, ma ha semplicemente trasmesso gli ordini come un "ingranaggio nel sistema".
In una registrazione prima del suo rapimento dall'Argentina, tuttavia, si era espresso in modo molto diverso dai vecchi nazisti: "Non ho rimpianti. […] Non mi vergogno." Si rammaricava di non aver mandato 11 o 12 milioni di ebrei nei campi di sterminio. Si sentiva quindi un fallimento del sistema nazionalsocialista. I documenti fonografici e le trascrizioni delle interviste tenute da Willem Sassen con Eichmann in Argentina non sono stati pienamente accettati come prove documentali dell'accusa, nel corso del controinterrogatorio Eichmann, tuttavia, gli ha potuto confutare gli estratti che lui stesso aveva redatto, inserendoli nel processo come parte della sua testimonianza. Protetto da un box di vetro antiproiettile, l'imputato ha infine ammesso che l'omicidio degli ebrei è stato uno dei crimini più gravi della storia umana, di cui non era in alcun modo responsabile. Nelle sue osservazioni conclusive, ha sottolineato che ha agito solo in base agli ordini. Se gli fosse stato chiesto di commettere lui stesso un omicidio, l'unico modo in cui avrebbe potuto eludere questo ordine era il suo suicidio.
Nella sua istanza, l'avvocato difensore Robert Servatius ha chiesto l'archiviazione del procedimento poiché gli atti contestati ad Eichmann erano già stati prescritti dalla legge dell'Argentina, dalla quale Eichmann era stato rapito portato in Israele. Il 14 agosto 1961, la corte si aggiornò, annunciando che non avrebbe emesso il suo verdetto prima del novembre 1961. La sua lettura iniziò l'11 dicembre 1961 e terminò il 15 dicembre 1961, 121º giorno dell'incontro, con l'esecuzione della pena di morte.
Secondo i risultati delle prove, non da ultimo per la testimonianza di ex dipendenti di Eichmann come Dieter Wisliceny o di Josef Löwenherz per il processo compilato con dichiarazione scritta Eichmann è divenuto il ruolo guida nella pianificazione, organizzazione, attuazione e monitoraggio dell'Olocausto, non solo durante la deportazione e l'assassinio degli ebrei ungheresi nel 1944 da parte del Sonderkommando Eichmann. Ciò emerse anche da un gran numero di documenti ricevuti, come verbali di riunione, corrispondenza ufficiale, ordini di espulsione firmati da Eichmann o statistiche sui trasporti disposti da Eichmann (rapporto Korherr), con il quale era stato controinterrogato dal procuratore generale Hausner. Inoltre, Eichmann fu pesantemente incriminato dalle dichiarazioni di Hermann Göring, Ernst Kaltenbrunner, Hans Frank e Joachim von Ribbentrop nel processo di Norimberga. In seguito, Eichmann, in qualità di stretto confidente di Heinrich Himmler e Reinhard Heydrich, fu il motore della soluzione finale della questione ebraica, che voleva affrontare "il più rapidamente possibile".
Ad Eichmann viene attribuita la massiccia uccisione con il gas Zyklon B nei campi di sterminio. Nel giugno 1942, il suo vice, Rolf Günther, affidò a Kurt Gerstein l'approvvigionamento di 100 kg di acido cianidrico. Il fatto che questo fosse destinato all'uccisione di persone era soggetto al più alto livello di segretezza all'epoca come una questione segreta. La condanna e la sentenza si basavano sia sull'antigiudaismo di Eichmann, sia sulle sue funzioni e sui suoi effettivi poteri di capo dell'unità per gli "affari ebraici" gestiti nell'ufficio principale della sicurezza del Reich, superiori al suo grado di ufficiale di tenente colonnello, e per i piani di ufficiali di distribuzione. Non poté sostenere di aver agito per ordini superiori, poiché non sentì un conflitto di coscienza nel convincere il tribunale, inoltre non solo faceva propri gli ordini impartiti e li eseguiva sempre per intima convinzione, ma la sua figura aveva anche acquisito autorità.
Dopo che Eichmann e il suo avvocato il 17 dicembre avevano depositato la revisione alla Corte Suprema israeliana (Adolf Eichmann v. The Attorney General, Criminal Appeal n. 336/61), la sentenza della giuria presieduta dall'allora presidente del tribunale Yitzchak Olshan fu confermata dopo sei sessioni. Sempre il 29 maggio, Eichmann inviò una petizione di clemenza al presidente israeliano Yitzchak Ben Zwi, in cui ha ribadito che bisognava tracciare una linea "tra leader responsabili e persone che, come me, dovevano essere solo strumenti della leadership. Non ero un leader responsabile e quindi non mi sento in colpa". L'avvocato difensore di Eichmann Robert Servatius, sua moglie Vera, i suoi fratelli Robert, Emil Rudolf, Otto e Friedrich Eichmann e Irmgard Müllner, chiesero anche allo studioso religioso ebreo Martin Buber di non eseguire la condanna a morte. Tuttavia, Ben Zwi ha rifiutato tutte le richieste di clemenza. La notte del 31 maggio 1962 Eichmann fu impiccato.
Oltre a John Demjanjuk, Adolf Eichmann fu l'unico nazionalsocialista mai portato davanti alla giustizia in Israele e l'unico accusato mai condannato a morte e giustiziato dalla magistratura israeliana. La legge israeliana non prevedeva la pena di morte per reati diversi dai crimini contro il popolo ebraico, crimini contro l'umanità e crimini di guerra. Il corpo di Eichmann fu cremato e le ceneri disperse fuori dalle acque territoriali israeliane nel Mediterraneo per evitare che la sua tomba diventasse un futuro memoriale.

## Effetto sull'opinione pubblica

### In Germania e all'estero
Il processo contro Eichmann ha attirato l'attenzione internazionale ed è stato seguito con grande interesse dai media di tutto il mondo, in particolare in Germania e in Israele, poiché per la prima volta l'opinione pubblica è stata sensibilizzata sulle uccisioni pianificate degli ebrei europei. Secondo il produttore cinematografico Milton Fruchtman, all'epoca seguirono il processo fino all'80% degli spettatori possibili di 38 paesi. Anche se la sua grave colpa era indiscussa, il poco appariscente Adolf Eichmann era poco adatto a spiegare l'omicidio dei 6 milioni di ebrei. Per questo, fin dal primo processo di Auschwitz dal 1963 al 1965, fu utilizzato il termine Schreibtischtäter.
Successivamente, nei processi di Auschwitz e nel processo di Majdanek in Germania, furono accusate le ex guardie dei campi di sterminio di Auschwitz e Majdanek. Il passato nazista divenne anche un argomento nelle lezioni scolastiche tedesche e israeliane e iniziò un'intensa ricerca scientifica. Il processo Eichmann ed i procedimenti simili hanno lo scopo di ricordarci l'omicidio di massa sistematico fino ad oggi e di contrastare la repressione e la negazione dell'Olocausto.
Le divergenze di opinione nella stampa internazionale e israeliana furono causate dal fatto che il processo si è svolto in un teatro convertito, il Beit Ha'am, e dalla sua insolita messa in scena, ad esempio la collocazione di Eichmann in un box di vetro e le telecamere nascoste dietro i teli che, contrariamente a quanto era comune fino ad allora, permettevano al pubblico di seguire in diretta gli eventi in sala. La selezione editoriale delle scene trasmesse a livello internazionale è stata effettuata anche da un'unica società cinematografica statunitense, la Capital Cities Broadcasting Corporation. Le immagini e le registrazioni sonore del processo Eichmann sono diventate icone dell'Olocausto. Molti documentari si sono avvalsi degli zoom, degli estratti e delle prospettive scelte all'epoca dalla troupe cinematografica. Il processo Eichmann, le sue citazioni e le sue immagini hanno segnato un punto di svolta nella visione della Germania occidentale del passato, portando a un rinnovato interesse e alla fine della repressione che aveva prevalso nella Germania occidentale fino a quel momento in relazione allo sterminio degli ebrei.
La sentenza della Corte Suprema israeliana è stata pionieristica per l'ulteriore sviluppo del diritto penale internazionale grazie alla sua dettagliata giustificazione giuridica. All'interno delle Nazioni Unite, i tribunali nazionali sono ora competenti per perseguire il genocidio, i crimini di guerra, i crimini contro l'umanità e la tortura, anche se l'atto è stato commesso da cittadini stranieri e in territorio estero. I tribunali nazionali trattano molti più casi rispetto alla Corte penale internazionale dell'Aia. Pochissimi procedimenti nazionali si concludono con una condanna: ne è un esempio il procedimento penale contro l'ex dittatore cileno Augusto Pinochet.

### Hannah Arendt
Nel suo libro Eichmann in Jerusalem, la politologa ebrea Hannah Arendt riferisce del processo contro Eichmann. La sua pubblicazione del 1963 era nota soprattutto per le sue valutazioni sullo stesso Eichmann, che lei descrive, anche se come il "più grande criminale del suo tempo", come un "buffone". Ha coniato il termine "banalità del male", che è poi il sottotitolo del suo libro. Il più grande fraintendimento del libro è l'interpretazione della Arendt che vede Eichmann semplicemente come il destinatario degli ordini. Arendt descrive Eichmann come una persona attiva, che ha portato avanti lo sterminio degli ebrei europei con grande zelo e ingegnosità. Spinto dalla sua "ideologia dell'oggettività", ha organizzato e mantenuto il compito seguendo sempre la presunta "Legge del Führer". Sotto questo aspetto, come la maggior parte dei nazionalsocialisti, era una persona completamente nella media; da ciò molti lettori arrivarono alla conclusione che ogni persona è pronta per tali atrocità nelle situazioni appropriate, conclusione che Arendt ha negato. Il sostituto procuratore Gabriel Bach accusò la Arendt di aver travisato i fatti del processo per aver ignorato il fatto che "Eichmann ha tradito l'ordine di Hitler di uccidere ancora più ebrei".
Le sue pubblicazioni sono state respinte non solo nel mondo ebraico. Il libro e il ciclo di conferenze del 1965 Über das Böse fanno ancora parte del dibattito internazionale sul processo.

## Il processo Eichmann nei media
- Eichmann, coproduzione ungherese-britannica del 2007;[42]
- The Eichmann Show, film del Regno Unito del 2015;[43][44]
- Operation Finale, dramma storico americano di Chris Weitz del 2018;[45]
- canale Youtube con le riprese video del processo, gestito dal memoriale Yad Vashem e dall'archivio centrale israeliano.
- Eine Epoche vor Gericht. TV tedesca in diretta sul processo Eichmann a Gerusalemme. Regia: Joachim Besser, Peter Schier-Gribowsky, Gösta von Uexküll, Norddeutscher Rundfunk 1961. Bayerischer Rundfunk, 2021, 485 Min. (Le parti da 1 a 3 nella BR Mediathek.[46][47][48])